# Kempinakote, Channarayapatna
Kempinakote là một làng thuộc tehsil Channarayapatna, huyện Hassan, bang Karnataka, Ấn Độ.